# Okres Vratislav
Okres Vratislav (Wrocław; polsky Powiat wrocławski) je okres v polském Dolnoslezském vojvodství. Rozlohu má 1116,15 km² a v roce 2023 zde žilo 187 153 obyvatel. Sídlem správy okresu je město Vratislav, které však není jeho součástí, ale tvoří samostatný městský okres.

## Gminy
Městsko-vesnické:
- Kąty Wrocławskie
- Sobótka
- Siechnice

Vesnické:
- Czernica
- Długołęka
- Jordanów Śląski
- Kobierzyce
- Mietków
- Żórawina

## Města
- Kąty Wrocławskie
- Siechnice
- Sobótka

## Sousední okresy
| Růžice kompasu | Slezská Středa | Trzebnica       | Oleśnica | Růžice kompasu |
| Růžice kompasu | Slezská Středa | Sever           | Oława    | Růžice kompasu |
| Růžice kompasu | Slezská Středa | Okres Vratislav | Oława    | Růžice kompasu |
| Růžice kompasu | Slezská Středa | Jih             | Oława    | Růžice kompasu |
| Růžice kompasu | Svídnice       | Dzierżoniów     | Strzelin | Růžice kompasu |